# Grands Prix automobiles de la saison 1920
1919 1921
La saison de Grands Prix automobiles 1920 comportait quatre épreuves : les 500 miles d'Indianapolis, le Grand Prix du Mugello, l'Elgin National Trophy et la Targa Florio.

## Grands Prix de la saison
| Grand Prix            | Circuit  | Date       | Pilote vainqueur | Constructeur vainqueur | Résultats |
| --------------------- | -------- | ---------- | ---------------- | ---------------------- | --------- |
| Grand Prix du Mugello | Mugello  | 13 juin    | Giuseppe Campari | Alfa Romeo             | Résultats |
| Coupe des Voiturettes | Le Mans  | 29 août    | Ernest Friderich | Bugatti                | Résultats |
| Targa Florio          | Madonies | 24 octobre | Guido Meregalli  | Nazzaro                | Résultats |

- N.B : en italique, les courses en catégorie voiturette

## Grands Prix nord-américains
Les courses se déroulant aux États-Unis sont regroupées au sein du Championnat américain. Au total 10 courses dont 5 comptant pour le classement final se déroulent cette année-là.
Gaston Chevrolet remporte le championnat à titre posthume.
| Grand Prix               | Circuit      | Date   | Pilote vainqueur | Constructeur vainqueur | Résultats |
| ------------------------ | ------------ | ------ | ---------------- | ---------------------- | --------- |
| 500 miles d'Indianapolis | Indianapolis | 31 mai | Gaston Chevrolet | Frontenac              | Résultats |